# Konflikt zastępczy
Konflikt zastępczy – oznacza sytuację, kiedy obok konfliktu właściwego aranżowany jest konflikt nowy, wiążący siły i uwagę co najmniej jednej ze stron. Z reguły jest on wynikiem działań celowych, ale nie sposób wykluczyć mimowolnego przesunięcia się osi sporu na inne płaszczyzny. Konflikt zastępczy w klasycznej postaci może służyć zamiarowi zamaskowania istoty konfliktu właściwego bądź umniejszenia jego znaczenia.